# Championnat du Mozambique féminin de football
Le championnat du Mozambique féminin de football ou Campeonato Nacional Feminino est une compétition de football féminin au Mozambique.

## Palmarès
| Saison    | Champion                  | Vice-champion             |
| --------- | ------------------------- | ------------------------- |
| 2002-2004 | Résultats inconnus        | Résultats inconnus        |
| 2005      | ECMEP da Beira            | Porto da Matola           |
| 2006      | FC Matola                 | ECMEP da Beira            |
| 2007      | Porto da Matola           | ECMEP da Beira            |
| 2008      | Résultats inconnus        | Résultats inconnus        |
| 2009      | CD Fanta                  |                           |
| 2010      | Résultats inconnus        | Résultats inconnus        |
| 2011      | Compétition annulée       | Compétition annulée       |
| 2012      | Porto da Matola           | Clube Paradise            |
| 2013      | UD Lichinga               | CD Cocorico               |
| 2014      | CD Cocorico               | Porto Carga da Beira      |
| 2015      | Résultats inconnus        | Résultats inconnus        |
| 2016      | CD Cocorico               | Benfica da Beira          |
| 2017      | Benfica da Beira          | CD Cocorico               |
| 2018      | CD Cocorico               | CD Costa do Sol           |
| 2019      | CD Costa do Sol           | CD Cocorico               |
| 2020      | Compétition non organisée | Compétition non organisée |
| 2021      | Compétition non organisée | Compétition non organisée |
| 2022      | CD Costa do Sol           | CD Cocorico               |
| 2023      | UD Lichinga               | CD Costa do Sol           |
| 2024      | CD Costa do Sol           | UD Lichinga               |